# South Walney and Piel Channel Flats Site of Special Scientific Interest

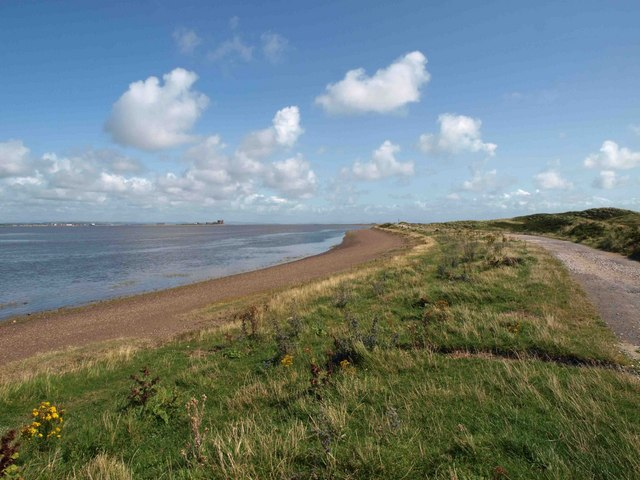
Kiesstrandflächen im Süden von Walney Island

Der South Walney and Piel Channel Flats Site of Special Scientific Interest ist ein Site of Special Scientific Interest in Cumbria, England.
Das Gebiet umfasst Walney Island der südlich der Jubilee Bridge liegt, den südlichen Teil des Walney Channel, Piel Island, Roa Island und Foulney Island. Die Größe des Gebietes beträgt 2.332,85 Hektar, wobei Flächen unterhalb der Mittleren Hochwasserlinie ausgeschlossen sind.
Das Gebiet ist von geologischer und biologischer Bedeutung. Walney Island ist eine Barriereinsel, die durch Gletscher und nicht durch Meereseinwirkung geformt wurde. Das Südende von Walney Island besteht im Gegensatz zum sandigen Nordende aus Kieselsteinen und  auch um Foulney Island gibt es ausgedehnte Kieselflächen. Die beiden Kieselgebiete bilden das größte von Pflanzen bewachsene Kieselgebiet in Großbritannien und weisen eine für diese Bodenform überaus reichhaltige Vegetation auf. Hinter den Kieselbänken des südlichen Endes von Walney Island liegen Dünen, die im Gegensatz zu denen am Nordende der Insel weniger kalkhaltig sind und deren Bodenbeschaffenheit stark durch Möwendung verändert wurde. Die Dünen und Kieselflächen sind Heimat einer der größten Möwenkolonien in Nord-West-England.
Die Tummer Hill Salzmarsch südlich von Vickerstown ist die größte nicht als Weidefläche genutzte Salzmarsch im Süden von Cumbria und weist eine deutlich andere Vegetation auf als die übrigen als Weide genutzten Gebiete. An den Kieselflächen von Walney Island und Foulney Island kam man auch das Zusammenspiel von Salzmarsch- und Kieselvegetation beobachten.
Das Gebiet ist ein Überwinterungsplatz für Vögel von europaweiter Bedeutung.